# Polycarp Pengo
Polycarp Pengo (nascut el 5 d'agost de 1944, a la parròquia de Mwazye, a la diòcesi de Sumbawanga, a Tanzània) és l'actual Arquebisbe de Dar es Salaam

## Biografia
Va néixer el 5 d'agost de 1944, a la parròquia de Mwazye, a la diòcesi de Sumbawanga, a Tanzània. Es va ordenar prevere el 1971, estudià teologia moral a la Pontifícia Universitat Lateranense de Roma, i va obtenir el doctorat el 1977. Ensenyà teologia moral al Seminari Teològic de Kipalapala durant un temps breu. Va esdevenir el primer rector del seminari teològic de Segerea el 1983.

### Bisbe
El 1983 va ser nomenat bisbe de Nachingwea, i el 1986 de Tunduru-Masasi, assumint el càrrec a l'any següent.
El 1990 va ser nomenat arquebisbe coadjutor de Dar es Salaam, i el 1992 esdevingué Arquebisbe de Dar es Salaam, després de la dimissió del cardenal Laurean Rugambwa.

### Cardenal
Polycarp Pengo va ser proclamat cardenal pel Papa Joan Pau II al consistori del 21 de febrer de 1998, amb el títol de Cardenal Prevere de Nostra Signora de La Salette. Pengo va ser un dels cardenals electors que participaren en el conclave de 2005 que elegí com a Papa a Benet XVI, així com al conclave de 2013 que elegí el Papa Francesc.
Dins de la Cúria Pontifícia el cardenal Pengo és membre de les congregacions per la doctrina de la Fe i per a l'Evangelització dels Pobles i dels Consells Pontificis per al Diàleg Interreligiós i per a la Cultura.
A més, entre el 2007 i el 2013 presidí el Simposi de les conferències episcopals d'Àfrica i Madagascar.
El 18 de setembre de 2012 el Papa Benet XVI el nomenà Pare Sinodal per a la 13a Assemblea Ordinària General del Sínode de Bisbes.

## Opinions

### Homosexualitat
El 2000, el cardenal Pengo senyalà l'homosexualitat com un dels pecats més atroços de la terra.

### Enfrontaments a Tanzània
El 2004, ell va carregar contra els autors dels enfrontaments que deien perseguir una causa religiosa.

### Ensenyament de l'Església sobre la SIDA
El Cardenal Pengo declararà que, si bé l'epidèmia de la SIDA no pot ser superada exclusivament o principalment distribuint preservatius, només una estratègia basada en l'educació a la responsabilitat individual en el marc d'una visió moral de la sexualitat humana.